# Drive (chanson d'Incubus)
Pour les articles homonymes, voir Drive.
Singles de Incubus
Stellar
(2000) Wish You Were Here
(2001)
Drive est un titre du groupe de rock alternatif américain Incubus, second single extrait de leur troisième album Make Yourself. 
C'est une ballade apaisée comme le groupe n'en avait jamais fait jusqu'alors, le guitariste Mike Einziger délaissant totalement son jeu violent et saturé pour une simple "Ibanez" acoustique. « "Drive" s'est modelée sans grand effort, et pour ainsi dire vraiment très rapidement, explique-t-il dans une interview accordée au site Gibson.com. J'ai écrit la progression d'accords et l'ai enregistrée sur une simple boucle rythmique, et Brandon a ensuite posé sa voix. C'était ce genre de processus, comment la chanson a été écrite; d'une manière aussi simple qu'elle existe maintenant  ».

## Réception
"Drive" est considéré comme le single le plus retentissant de toute la carrière d'Incubus, le groupe s'étant presque fait vraiment connaitre grâce à ce titre. Il a atteint au plus haut la première place du "Modern Rock Tracks" (du 3 mars au 21 avril 2001), la huitième place du "Mainstream Rock" et la neuvième place du "Billboard Hot 100".
La chanson apparaît dans les films Is It College Yet ? (2002) et Les Rois de la glisse (2007), dans les jeux vidéo Donkey Konga 2 (versions nord-américaine et européenne) et Karaoke Revolution Party, et en contenu téléchargeable pour Guitar Hero: World Tour et Singstar.

## Pistes
EP européen
1. Drive (Version originale)
2. Drive (Version orchestrale)
3. Favorite Thing (Live)
4. Pardon Me (Live)
5. Clean (Live)

EP Australien 
1. Drive (Version originale)
2. Crowded Elevator
3. Stellar (Version acoustique)
4. Pardon Me (Version acoustique)
5. Drive (Version acoustique)

Single promotionnel US 
1. Drive (Version originale)

"Maxi-single" britannique 
1. Drive (Version originale)
2. Drive (Version acoustique)
3. Clean (Live)
4. Drive (Clip musical)

- Ce format incluait un poster du groupe

Single promotionnel britannique 
1. Drive (Version originale)
2. Drive (Version orchestrale)

## Personnel
- Brandon Boyd : textes, chant
- Mike Einziger : guitare, voix additionnelle
- Alex "Dirk Lance" Katunich : basse
- Jose Pasillas : batterie
- Chris Killmore : platines
- Dave Holdridge : violon